# Виноградарство у Србији
Виноградарство у Србији је развијена грана пољопривреде. Квалитет вина Србије почива и на великом броју малих произвођача, који их продају на малом броју места.

## Историја
Винова лоза се гаји на садашњој територији Србије хиљадама година.
Први нађени трагови виноградарства и винарства на територији Србије су посуде из бронзаног доба, око 2200. године п. н. е., и из гвозденог доба, око 400. године п. н. е.. Приликом археолошких ископавања Сирмијума и других античких локалитета у Србији пронађен је велики број амфора које потврђују употребу и производњу вина. Познато је да је римски цар Доментијан (69.-96.) увео законски монопол којим је само италичним виноградарима било дозвољено да саде квалитетну лозу. Тај монопол је важио све до цара Марка Аурелија Проба, рођеног у царском граду Сирмијуму 232. године. Проб је засадио винову лозу на падинама Фрушке горе у околини Сирмијума, па је за његово име везан почетак виноградарства у Србији.
Виноградарство је процвало у доба Немањића, и то највише у Метохији, међутим стагнира под османском и аустроугарском влашћу, да би се поново повратило ослобођењем Србије.
У доба цара Душана донет је закон који се односио на справљање вина и његов квалитет, о чему сведочи запис из “Повеље Стевана Првовенчаног”. Сам цар Душан је поседовао велике винограде и дворски вински подрум у близини Призрена. У његово време из винограда и подрума у Великој Хочи вино је керамичким виноводом дугим 25 км допремано све до царских подрума у престоницу Призрен.
Након ослобођења од Турака у Србији долази до интензивног развоја виноградарства које постаје најзначајнија привредна грана. 1848. године, оснивањем “Навиповог” подрума почиње организована производња вина у Србији.
Краљ Петар I Карађорђевић и његов син Александар су почетком 20. века у централној Србији на брду Опленац код Тополе подигли на десетине хектара винограда и подрум у коме су производили врхунска вина. У близини краљевог подрума постојала је и Венчачка виноградарска задруга која је била позната по производњи пенушавог вина, знана као једна од највећих винарија на Балкану.

## Виноградарска подручја
| Тимочки Нишавско-јужноморавски Западноморавски Шумадијско-великоморавски Поцерски | Сремски Банатски Суботичко-хоргошки Косовски |

Винородна Србија, као виноградарско географско производно подручје на територији Републике Србије, се разврстава на виноградарска подручја чији се називи могу користити као ознаке географског порекла, и то:
- виноградарски регион је шире виноградарско подручје у оквиру винородне Србије, које се одликује сличним еколошким факторима, избором препоручених сорти и осталим неопходним чиниоцима за успешно гајење винове лозе, што омогућава производњу грожђа, шире, вина и других производа карактеристичних по квалитету, приносу грожђа и сензорним особинама за тај регион;
- виноградарски рејон је уже виноградарско подручје у оквиру региона, које се одликује сличним специфичним еколошким факторима, избором препоручених сорти и осталим чиниоцима, што омогућава производњу грожђа, шире, вина и других производа карактеристичних по квалитету, приносу грожђа и сензорним особинама за тај рејон;
- виногорје је уско виноградарско подручје у оквиру рејона које се одликује уједначеним специфичним еколошким факторима, избором препоручених сорти и осталим чиниоцима, што омогућава производњу грожђа, шире, вина и других производа карактеристичних по квалитету, приносу грожђа и сензорним особинама за то виногорје;
- локалитет (или потес) јесте најмање виноградарско подручје у оквиру виногорја које се одликује хомогеним еколошким факторима.

### Централна Србија

#### Тимочки рејон
- Крајински подрејон
  - Кључко виногорје
  - Брзопаланачко виногорје
  - Михајловачко виногорје
  - Неготинско виногорје
  - Рајачко виногорје
- Књажевачки подрејон
  - Борско виногорје
  - Бољевачко виногорје
  - Зајечарско виногорје
  - Врбичко виногорје
  - Џервинско виногорје

#### Нишавско-јужноморавски рејон
- Алексиначки подрејон
  - Ражањско виногорје
  - Сокобањско виногорје
  - Житковачко виногорје
- Топлички подрејон
  - Прокупачко виногорје
  - Добричко виногорје
- Нишки подрејон
  - Матејевачко виногорје
  - Сићевачко виногорје
  - Кутинско виногорје
- Нишавски подрејон
  - Белопаланачко виногорје
  - Пиротско виногорје
  - Бабушничко виногорје
- Лесковачки подрејон
  - Бабичко виногорје
  - Пусторечко виногорје
  - Винарачко виногорје
  - Власотиначко виногорје
- Врањски подрејон
  - Сурдуличко виногорје
  - Вртогошко виногорје
  - Буштрањско виногорје

#### Западноморавски рејон
- Чачански подрејон
  - Љубичко виногорје
  - Јеличко виногорје
- Крушевачки подрејон
  - Трстеничко виногорје
  - Темнићко виногорје
  - Расинско виногорје
  - Жупско виногорје

#### Шумадијско-великоморавски рејон
- Млавски подрејон
  - Браничевско виногорје
  - Ореовачко виногорје
  - Ресавско виногорје
- Јагодински подрејон
  - Јагодинско виногорје
  - Левачко виногорје
  - Јовачко виногорје
  - Параћинско виногорје
- Београдски подрејон
  - Грочанско виногорје
  - Смедеревско виногорје
  - Дубонско виногорје
  - Крњевачко виногорје
  - Лазаревачко виногорје
- Опленачки подрејон
  - Космајско виногорје
  - Венчачко виногорје
  - Рачанско виногорје
  - Крагујевачко виногорје

#### Поцерски рејон
- Тамнавско виногорје
- Подгорско виногорје

### Војводина

#### Сремски рејон
- Фрушкогорско виногорје

#### Банатски рејон
- Јужнобанатски подрејон
  - Вршачко виногорје
  - Белоцркванско виногорје
  - Делиблатске пешчаре виногорје
- Севернобанатски подрејон
  - Банатско-потиско виногорје

#### Рејон Суботичко-хоргошке пешчаре
- Палићко виногорје
- Хоргошко виногорје

### Косово и Метохија

#### Косовско-метохијски рејон
Вина из Косовско-метохијског виноградарског рејона означавају се као „косовско вино“.
- Северни подрејон
  - Источко виногорје
  - Пећко виногорје
- Јужни подрејон
  - Ђаковачко виногорје
  - Ораховачко виногорје
  - Призренско виногорје
  - Суворечко виногорје
  - Малишевско виногорје

## Сорте
У Србији се, између осталих, гаје следеће сорте винове лозе:
- Аликант буше
- Багрина
- Бувијеова ранка
- Бургундац бели
- Бургундац сиви
- Бургундац црни
- Вранац
- Гаме Бојадисер
- Гаме црни
- Жаметна чрнина
- Жилавка
- Жупљанка
- Зачинак
- Јагода (грожђе)
- Каберне совињон
- Каберне фран
- Кевединка
- Кратошија
- Креаца
- Крстач
- Кујунђуша
- Мерло
- Мословац
- Мускат бели
- Мускат крокан
- Мускат отонел
- Мускат Хамбург
- Неопланта
- Пловдина
- Португизер
- Прокупац
- Ризванац
- Ризлинг италијански
- Ризлинг рајнски
- Ркацители
- Семијон
- Силванац зелени
- Скадарка
- Смедеревка
- Сремска зеленика
- Совињон
- Станушина
- Тамјаника
- Траминац мирисави
- Траминац црвени
- Франковка
- Шардоне
- Шасла бела